# Żywocin
Żywocin [pronunciación en polaco: /ʐɨˈvɔt͡ɕin/] es un pueblo en el distrito administrativo de Gmina Wolbórz, dentro del Distrito de Piotrków, Voivodato de Łódź, en Polonia central. Se encuentra aproximadamente 6 kilómetros al norte de Wolbórz, 21 kilómetros al noreste de Piotrków Trybunalski, y 38 kilómetros al sudeste del capital regional, Łódź.